# 天津海河教育园区南开学校
天津海河教育园区南开学校，简称海教园南开学校， 位于中华人民共和国天津市海河教育园区新慧路1号，成立于2017年，是海河教育园区管委会与天津市南开中学合作共建的区属公办学校。